# Château de Lastours (Sainte-Croix)
Le château de Lastours est un château situé à Sainte-Croix, en France.

## Localisation
Le château est situé au hameau de Lastours, sur le territoire de la commune de Sainte-Croix, dans le département français du Lot.

## Historique
L'édifice est inscrit au titre des monuments historiques le 13 janvier 1993.